# Chris Fridfinnson
Kristmundur Numi Fridfinnson, detto Chris (Baldur, 14 giugno 1898 – Selkirk, 10 novembre 1938), è stato un hockeista su ghiaccio canadese.

## Carriera
Fridfinnson iniziò la carriera hockeistica con i Winnipeg Falcons, formazione composta da numerosi giocatori di origine islandese stanziatisi nel Manitoba. Proprio con loro nel 1920 vinse la Allan Cup, premio assegnato alla miglior squadra dilettantistica del Canada. In seguito alla vittoria del titolo i Falcons vennero scelti per rappresentare il Canada al torneo olimpico di hockey su ghiaccio alle Olimpiadi estive di Anversa, che furono poi riconosciute dalla IIHF valide come primo campionato del mondo di hockey su ghiaccio. Il Canada vinse la finale con la Svezia con lo schiacciante risultato di 12-1.
Fridfinnson disputò tre incontri segnando la rete decisiva in finale contro la Svezia. A causa di problemi di salute dovette ritirarsi due anni più tardi e merì a soli 40 anni d'età nel 1938.

## Palmarès

### Club
- Allan Cup: 1

Winnipeg: 1920

### Nazionale
- Giochi olimpici: 1

Anversa 1920